# Episodi di Good Times (quarta stagione)
La quarta stagione della serie televisiva Good Times è stata trasmessa in anteprima negli Stati Uniti d'America dalla CBS tra il 22 settembre 1976 e il 30 marzo 1977.
| nº | Titolo originale                     | Titolo italiano | Prima TV USA      | Prima TV Italia |
| -- | ------------------------------------ | --------------- | ----------------- | --------------- |
| 1  | The Big Move (Part 1)                |                 | 22 settembre 1976 |                 |
| 2  | The Big Move (Part 2)                |                 | 29 settembre 1976 |                 |
| 3  | J.J. and the Older Woman             |                 | 6 ottobre 1976    |                 |
| 4  | Michael the Warlord                  |                 | 13 ottobre 1976   |                 |
| 5  | Michael's Great Romance              |                 | 20 ottobre 1976   |                 |
| 6  | Evans Versus Davis                   |                 | 27 ottobre 1976   |                 |
| 7  | J.J.'s New Career (Part 1)           |                 | 10 novembre 1976  |                 |
| 8  | J.J.'s New Career (Part 2)           |                 | 17 novembre 1976  |                 |
| 9  | Grandpa's Visit                      |                 | 24 novembre 1976  |                 |
| 10 | Rich Is Better Than Poor... Maybe    |                 | 8 dicembre 1976   |                 |
| 11 | Florida's Night Out                  |                 | 15 dicembre 1976  |                 |
| 12 | The Judy Cohen Story                 |                 | 22 dicembre 1976  |                 |
| 13 | The Comedian and the Loan Sharks     |                 | 5 gennaio 1977    |                 |
| 14 | The Hustle                           |                 | 12 gennaio 1977   |                 |
| 15 | Thelma's African Romance (Part 1)    |                 | 19 gennaio 1977   |                 |
| 16 | Thelma's African Romance (Part 2)    |                 | 19 gennaio 1977   |                 |
| 17 | Willona's Surprise                   |                 | 26 gennaio 1977   |                 |
| 18 | A Friend in Need                     |                 | 2 febbraio 1977   |                 |
| 19 | A Stormy Relationship                |                 | 9 febbraio 1977   |                 |
| 20 | Florida and Carl                     |                 | 23 febbraio 1977  |                 |
| 21 | My Son, the Father                   |                 | 2 marzo 1977      |                 |
| 22 | J.J. in Business                     |                 | 9 marzo 1977      |                 |
| 23 | Love Has a Spot On Its Lung (Part 1) |                 | 23 marzo 1977     |                 |
| 24 | Love Has a Spot On Its Lung (Part 2) |                 | 30 marzo 1977     |                 |